# 死人錢
《死人錢》（羅馬化：Game Pluk Phi），為2014年上映的泰國懸疑驚悚片，曾获评为最值得一看的十部鬼片之一。

## 剧情
泰国有一种信仰，要求亲属将硬币放入死者的嘴里，以便他们可以成功转世。然而，有一群鲁莽、不负责任的青少年出于贪婪，不断窃取死者身上的金币。出于自己的贪婪，这些青少年开始从一位百万富翁的尸体上偷窃，而这位百万富翁的干尸上满嘴都是金币，他们的行为不知何故激怒了死者。后来，这群青少年遇到了各种可怕的情况，因为男人的灵魂回来困扰他们。

## 演员阵容
- 芮塔·彭安 饰演 Bua
- Namo Tongkumnerd 饰演 Pha
- 坦纳永·王特拉库 饰演 Mek
- Dharmthai Plangsilp 饰演 Ton，来自名校的10年级学生
- Chinnaporn Kittichaiwarangkun 饰演Ton的弟弟，金牌学生，性格安静。
- Hathaichat Ueakittiroj 饰演 B
- 西瓦功·阿达苏提坤 饰演 Jake，Ton的好朋友，外表看起来调皮捣蛋，到处捉弄人，但内心却很纯洁。

## 发行
电影曾在2016年6月1日星期三晚上11时01分于泰国第7电视台播出。后于2022年4月15日，星期五晚上8时45分在True4U播出

## 外部連結
- Yahoo奇摩電影上《死人錢》的資料（繁體中文）
- 開眼電影網上《死人錢》的資料（繁體中文）
- AllMovie上《死人錢》的资料（英文）
- 互联网电影数据库（IMDb）上《死人錢》的资料（英文）